# Distrito de San Francisco (Veraguas)
El distrito de San Francisco es una de las divisiones que conforma la provincia de Veraguas, situado en la República de Panamá.

## Toponimia
Al pasar de los años San Francisco de la Montaña se ha convertido en una pujante comunidad que no ha dejado atrás sus tradiciones y su fervor religioso.
Es el punto de partida para llegar a las bellezas que nos ofrecen las montañas de la provincia de Veraguas. Durante la colonización  era el punto de acceso a las minas de la región y de esta época data la Iglesia de San Francisco,  declarada Patrimonio Histórico.
Es de estilo barroco y presenta un fuerte contraste entre su sencillez exterior, el lujo y laboriosidad de su interior. Además de la iglesia, San Francisco posee otros atractivos turísticos ya que se encuentra rodeado de caudalosos ríos y terrenos montañosos. Su clima y su cercanía con Santiago lo hacen un lugar muy atractivo para vacacionar.

## Historia
San Francisco de Veraguas, conocido como San Francisco de la Montaña fue fundada en 1621, por los miembros de la orden de Santo Domingo, Fray Pedro Gaspar Rodríguez y Valderas.
Los habitantes de esta comunidad fueron en sus mayoría originarios que durante el siglo XVII vivían en chozas de paja agrupadas alrededor de un pequeño y rústico templo. La comunidad en general era pequeña, para el año de 1691 contaba con sólo 50 personas.

## División político-administrativa
Está conformado por seis corregimientos:
- San Francisco
- Corral Falso
- Los Hatillos
- Remance
- San Juan
- San José

## Geografía
Con una superficie total de 436 km², San Francisco se encuentra en el centro de la provincia de Veraguas, en un pequeño valle en el que convergen entre los ríos Gatú, Santa María y La Honda, que nacen en la Cordillera Central, a solo 16 km al norte de ciudad de Santiago.
Para cualquier visitante, es un poblado de gente principalmente dedicada a los trabajos del campo, con hermosos balnearios, una brisa deliciosa que baja de las montañas y una iglesia antigua en la que reposan cientos de piezas talladas a mano en las maderas más preciosas de la región y alojadas en uno de los altares barrocos más antiguos del continente, algunos pintados exquisitamente, otros forrados en láminas de oro. San Francisco de la Montaña no es un sitio cualquiera. Lugar hermoso de noches perfectas donde la sabana se besa con la cordillera, en sus calles se siente todo el misticismo que emana de su más precioso tesoro, patrimonio de la cultura panameña y, podría agregar, del mundo.
A diecisiete kilómetros de Santiago se encuentra uno de los principales atractivos culturales del distrito es la iglesia de San Francisco de la montaña, también conocida como Parroquia San Francisco de Asís. Se estima que la iglesia San Francisco de Asís, fue edificada en el año 1727, según el Padre Fernández de Palomera Vidal.
Su arquitectura de tipo barroco, y mezcla el arte hispánico, porque sus imágenes tienen rasgos autóctonos. “Es como si el arte hispánico se hubiera vestido de indio en la iglesia San Francisco de la Montaña”, según el arquitecto Samuel Gutiérrez.
Con la finalidad de preservar toda la majestuosidad que encierra este templo, fue declarado Monumento Nacional en el año de 1937.
El Salto de San Francisco: ubicado cerca de la Iglesia San Francisco de la Montaña y en las faldas del cerro del mismo San Francisco. Tiene a sus alrededores paisajes envidiables, chorros que caen a una olla de aguas mansas que siguen hasta llegar a un río lleno de piedras. En los alrededores se disfruta de mucha vegetación y árboles frutales que acompañan el río en su paso.
El Salto forma parte de la “Quebrada Honda”, y generalmente la gente disfruta de sus aguas refrescantes en verano pues en invierno tiene demasiada fuerza y pueden ocurrir accidentes.
Chorro del Espíritu Santo: Es un conjunto de hermosas cascadas de frescas aguas rodeadas de vegetación y rocas donde puedes sentarte, relajarte y disfruta del paisaje. Es el mismo afluente que alimenta el salto.
Cerro San Francisco: Es el punto más alto y el tercero más conocido después de la iglesia y el salto. Con su emblemática cruz en su cima brindará una espectacular vista panorámica del pueblo y las comunidades cercanas a él.
Cuenta con un moderno centro de salud que brinda atención a locales y habitantes de las comunidades cercanas, la Escuela Pedro Arrocha Graell que cuenta educación primaria, premedia y media con el bachiller en ciencias como principal oferta académica, el Banco Nacional y varios minisúper.
Con motivos de la restauración que sufrió la iglesia colonial se vio la necesidad de tener un nuevo templo con capacidad para albergar a todos los feligreses, es por esto que se edifica la Iglesia Virgen del Carmen gracias a la determinación de personas esmeradas.